# 死亡遊戲 (2010年電影)
《死亡游戏》（英語：Game of Death）是一部2010年美国动作电影，由喬治·塞拉菲尼執導，衛斯里·史奈普主演，于2011年2月15日在美国以DVD形式发行。

## 情节
该电影是以倒叙的方式呈现的。中央情报局特工马库斯·琼斯以向天主教神父以忏悔的形式讲述了他的最后一次任务。任务开始时，琼斯在中央情报局的导师迪特里希告诉他，他的下一个任务是为可能起诉美国公民弗兰克·史密斯(军火商)和约翰·雷德维尔(对冲基金经理)收集情报。琼斯成功地被雇为史密斯的保镖，并陪同史密斯前往雷德维尔大楼，史密斯应该在那里获得1亿美元现金。不明身份的袭击者袭击了史密斯和琼斯乘坐的车辆。当琼斯分心时，迪特里希和其他几名中央情报局的特工乘坐直升机从他们头顶飞过，当中央情报局的特工们杀死他时，他发现其他人都是叛徒并想要那1亿美元。
琼斯和史密斯幸免于难，部分原因是史密斯在心脏病发作时心脏病发作了。司机死亡，琼斯接过方向盘，甩掉了凶手，把史密斯送到底特律医疗中心，在那里他得到了救命的治疗。中情局的叛徒出现并开始杀害医院的工作人员。琼斯是杀手们的主要目标，他躲过了他们，并设法干掉了他们中的几个人，直到弗罗里亚把他囚禁起来，带他去见新队长赞德。然而，琼斯被打昏了，并承担了死亡的责任，而史密斯和一名医生一起被带到了雷德维尔，以便杀手可以得到他的1亿美元。
雷德维尔认为最好的办法是让凶手拿到钱，然后追捕他们，数年后再杀了他们。与此同时，琼斯偷了一辆救护车，开车到雷德维尔的大楼去救医生，消灭他以前的团队成员。琼斯完成了这两项任务，然后躲过了底特律警察局的几十名警官，并带着一个装有大约2500万美元的包逃跑了。当琼斯离开大教堂和他向他忏悔的牧师时，他把包留在了身后。经过篮球场时，一个年轻人扔给他一个篮球，这提醒琼斯他已经被原谅了。

## 演员
- 韦斯利·斯奈普斯饰 马库斯·琼斯
- 安洁纽·埃利斯饰 瑞秋
- 佐伊·贝尔饰 弗洛里亚
- 厄尼·哈德森饰 克拉伦斯
- 奎因·达菲 饰 约翰·雷德维尔
- 加里·丹尼尔斯饰 赞德
- 罗伯特·戴维饰 弗兰克·史密斯
- 罗恩·巴里奇饰 吉米

## 制作
《死亡游戏》的原导演是阿贝尔·费拉拉，斯奈普斯此前曾为他出演过《纽约之王》。然而，费拉拉在拍摄期间离开了该项目，塞拉菲尼接替了他。 费拉拉离开的原因从未被透露，而他的镜头中在完成的电影中保留了多少也不得而知。

## 发布
该影片在美国直接以DVD的形式发行。 索尼于 2010 年 11 月 27 日在日本发行了该影片 ，并于 2011 年 2 月 15 日在美国发行， 视频销售额达到 430 万美元。 Optimum Home Entertainment于 2011 年 2 月 21 日在英国发行

## 评价
在评论聚合网站烂番茄上，根据 13 条评论，该片的支持率为 46%，平均评分为 2.5/5。 DVD Talk的伊恩·简 (Ian Jane) 给本片评分为 2.5/5 星，并写道：“ 《死亡游戏》不是一部与强大的角色甚至可信度无关的电影，但它确实提供了足够多的无意识的动作和暴力来保持和保持节奏。 ”  《DVD Verdict》的大卫·约翰逊称其为“一部平庸的惊悚片，突出了一些俏皮的动作”。 Total Film的杰米·拉塞尔 (Jamie Russell) 将其评为 2/5 星，并称其为“标准的中央情报局-黑手党-双重交叉-倒叙废话”。 